# Latecella
Latecella es un género de foraminífero bentónico considerado un sinónimo posterior de Cribrobaggina de la subfamilia Baggininae, de la familia Bagginidae, de la superfamilia Discorboidea, del suborden Rotaliina y del orden Rotaliida. Su especie tipo era Discorbina reniformis. Su rango cronoestratigráfico abarcaba el Holoceno.

## Clasificación
Latecella incluía a la siguiente especie:
- Latecella reniformis